# Adam Vogl
Adam Vogl (* 16. Mai 1886 in Hammertiefenbach (Landkreis Cham in Bayern); † im 20. Jahrhundert) war ein deutscher Landrat.

## Leben
Nach dem Besuch des humanistischen Gymnasiums Landshut und dem Abitur am Albrecht-Altdorfer-Gymnasium Regensburg absolvierte Adam Vogl in den Jahren von 1906 bis 1910 ein Studium der Rechtswissenschaften an der Ludwig-Maximilians-Universität München. Im anschließenden juristischen Vorbereitungsdienst war er beim Amtsgericht Regensburg, Amtsgericht Neunburg vorm Wald, Landgericht Nürnberg, Bezirksamt Neunburg vorm Wald und dem Stadtmagistrat Nürnberg eingesetzt. 1913 legte er in München das große juristische Staatsexamen (früher Staatskonkurs) ab. Er musste Kriegsdienst leisten und erhielt danach eine Anstellung als Bezirksamtsassessor in Pirmasens mit gleichzeitiger Abordnung nach Kirchheimbolanden. Bevor er am 1. August 1931 bei der Regierung von Oberbayern zum  Regierungsrat I. Klasse ernannt wurde, hatte er noch Stationen bei den Bezirksämtern Speyer, Bamberg, Landau in der Pfalz und München zurückgelegt.
Am 1. Juni 1933 wurde er zum Vorstand des Bezirksamts Tirschenreuth ernannt. Ab 1. Januar 1939, als die bayerischen Bezirke in Landkreise umbenannt wurden, war er der erste Landrat des Landkreises Tirschenreuth. In diesem Amt blieb er – mit zwischenzeitlicher Abordnung zum Regierungsbezirk Düsseldorf – bis zu seinem Wechsel am 13. September 1944 als Landrat in Falkenau an der Eger. Dort blieb er bis zu seiner Amtsenthebung am 10. Dezember 1945. Im Entnazifizierungsverfahren wurde er im April 1948  von der Spruchkammer Nürnberg zunächst als belastet eingestuft. Diese Entscheidung wurde durch die Berufungskammer Regensburg im Dezember 1948 aufgehoben. Da er den Status Mitläufer erhielt, wurde er Angestellter bei der Regierung der Oberpfalz. Dort war er zuletzt Oberregierungsrat und wurde 1954 in den Ruhestand verabschiedet.
Vogl trat 1934 in die SA ein und kam zur Motor-SA. Später wurde er Mitglied des Nationalsozialistischen Kraftfahrkorps. Zum 1. Mai 1935 wurde er Mitglied der NSDAP.